# Propositiones ad acuendos juvenes
Le manuscrit médiéval latin Propositiones ad acuendos juvenes (Problèmes pour aiguiser la jeunesse) est l'un des plus anciens recueils connus de mathématiques récréatives. Il est traditionnellement attribué à Alcuin (vers 730-804), mais c'est incertain: on sait en réalité seulement que le texte date du IXe siècle et provient des environs de la cour royale carolingienne. La plus ancienne copie connue remonte à la fin du IXe siècle. Les éditions contiennent 53 à 56 problèmes.

## Éditions
- Abbé Migne, Patrologia Latina, 101, col. 1143-1160, à consulter sur Documenta Catholica Omnia [PDF]